# Villa Agnedo
Villa Agnedo var en tidigare kommun i provinsen Trento i regionen Trentino-Sydtyrolen i Italien.
Villa Agnedo upphörde som kommun den 1 januari 2019 och bildade med de tidigare kommunerna Spera och Strigno den nya kommunen Castel Ivano. Den tidigare kommunen hade 955 invånare (2015) och delades i två frazione Agnedo och Villa